# Басин (епископ на Трир)
Басин (Basinus, Basin; † 4 март 705 г.) е епископ и архиепископ на Трир през 671 – 697 г. след епископите Св. Нумериан († пр. 697/698) и Хилдулф (665 – 671). Той е последван от неговия племенник Свети Лиутвин.

## Биография
Басин произлиза от знатен франкски род. Неговата сестра Гунца, се омъжва за Гервин, граф на Париж в края на 7 век от род Гвидони, и е майка на епископ Лиутвин.
Той е първо монах, след това настоятел на манастир „Свети Максимин“ в Трир (Германия). Католическата църква го почита като Светия на 4 март и на 23 септември.